# Herringhausen (Lippstadt)
Herringhausen ist ein Ortsteil der Stadt Lippstadt im nordrhein-westfälischen Kreis Soest. 
Der Ort liegt westlich der Kernstadt Lippstadt. Durch den Ort fließt die Steinbecke, nördlich fließen die Gieseler und die Lippe. Nordöstlich erstreckt sich das 52,34 ha große Naturschutzgebiet Großes Holz.

## Sehenswürdigkeiten
In der Liste der Baudenkmäler in Lippstadt ist für Herringhausen ein Baudenkmal aufgeführt:
- Das Schloss Herringhausen ist eine barocke Schlossanlage.